# Хармсворт, Джонатан, 4-й виконт Ротермир
Джонатан Гарольд Эсмонд Вер Хармсворт, 4-й виконт Ротермир (англ. Jonathan Harold Esmond Vere Harmsworth, 4th Viscount Rothermere; родился 3 декабря 1967 года) — британский аристократ и наследник газетной и медиа-империи, основанной его прадедом Гарольдом Сидни Хармсвортом. Он является председателем и контролирующим акционером Daily Mail and General Trust, ранее Associated Newspapers, медиа-конгломерата, в который входит такие крупнотиражные газеты как Daily Mail и The Mail on Sunday.

## Ранняя жизнь и карьера
Родился 3 декабря 1967 года. Единственный сын Вера Хармсворта, 3-го виконта Ротермира (1925—1998), и актрисы Патриции Брукс (1929—1992).
Лорд Ротермир получил образование в Гордонстаунской школе и Университете Дьюка.
Джонатан Хармсворт занимал различные должности в ассоциированных газетах и был управляющим директором Evening Standard, когда внезапная смерть его отца в 1998 году привела к тому, что он стал контролирующим акционером и председателем Associated и ее материнской Daily Mail и General Trust незадолго до своего 31-го дня рождения . Одно из изменений, которое он ввел с тех пор, как стал председателем, требует, чтобы директора уходили на пенсию в возрасте 75 лет.
Он имеет налоговый статус non-domicile (non-dom) и владеет своим медиа-бизнесом через сложную структуру оффшорных холдингов и трастов.
По данным International Business Times:
«Владелец Daily Mail не отрицал, что требовал налоговых льгот как „non-dom“, хотя он настаивал, что это потому, что его отец жил во Франции. Лорд Розермер приобрел Францию как свое „место рождения“ после рождения, как его отец приобрел французское „место жительства по выбору“, став налоговым изгнанником в Париже»
.
В 2013 году Private Eye сообщил, что статус non-dom может быть под вопросом из-за его величественного дома, Ферн-хауса и статуса свободного гражданина Лондонского сити.
Он был сторонником бывшего лидера Консервативной партии Дэвида Кэмерона.
Он занял четвертое место в разделе публикации, рекламы и PR в Sunday Times Rich List 2013 с оценочным состоянием в 720 миллионов фунтов стерлингов. В апреле 2015 года газета Sunday Times оценила его состояние в 1 миллиард фунтов стерлингов.
Программа Newsnight Би-би-си в конце января 2017 года сообщила, что бывший премьер-министр Дэвид Кэмерон обратился к лорду Ротермиру с просьбой уволить евроскептика Пола Дакра, редактора Daily Mail в преддверии референдума о членстве в ЕС в 2016 году. Представитель лорда Ротермира отказался подтвердить или опровергнуть эту историю, хотя представитель Кэмерона подтвердил, что он пытался убедить Дакра и Ротермира в голосовании. Представитель Ротермира заявил СМИ: «На протяжении многих лет лорд Ротермир опирался на более чем одного премьер-министра, чтобы удалить редакторов Associated Newspapers, но, как он сказал лорду судье Левесону под присягой, он не вмешивается в редакционную политику своих газет».
Джонатан Ротермир возглавляет фонд Имперского военного музея, следуя традиции, установленной его прадедом, первым виконтом Ротермиром.

## Личная жизнь
15 июля 1993 года Джонатан Хармсворт женился на Клаудии Кэролайн Клеменс (род. 1967), дочери Теренса Клеменса. У супругов пятеро детей:
- Достопочтенный Вир Ричард Джонатан Гарольд Хармсворт (р. 20 октября 1994), старший сын и наследник отца[12]
- Достопочтенная Элеонора Патриция Маргарет Хармсворт (р. 17 октября 1996)[12]
- Достопочтенная Теодора Майри Ферн Хармсворт (р. 9 июля 2001)[13]
- Достопочтенная Айрис Джеральдин Лилиан Хармсворт (р. 6 января 2004)
- Достопочтенный Альфред Нортклифф Сент-Джон Хармсворт (р. 20 мая 2010)

В 2002 году The Guardian сообщила, что лорд Ротермир был отцом по крайней мере еще одного ребенка до его брака . Ротермир подтвердил это в своих показаниях на Дознании Левесона.